# Хайреддін Барбаросса: Указ султана
«Хайреддін Барбаросса: Указ султана» (тур. Barbaros Hayreddin: Sultanın Fermanı) — турецький телесеріал 2022-2023 рр. у жанрі історії, фантастики, бойовика та пригод та створений компанією ES Film. В головних ролях — Толгахан Сайишман, Тимур Акар, Уфук Озкан, Меліса Денгель, Аріф Пішкін, Хасан Кючюкчетін, Бахадир Енисехирлиоглу.
Перша серія вийшла в ефір 23 грудня 2022 року.
Серіал має 1 сезон. Завершився 20-м епізодом, який вийшов у ефір 9 червня 2023 року[3].
Режисер серіалу — Берат Оздоган.
Сценарист серіалу — Зюлькюф Юджел, Угур Узунок, Хамза Акйилдиз, Абдулхаміт Ішик, Есма Коч.
Серіал є сиквелом серіалу «Барбаросса: Меч Середземномор'я», який транслювався на TRT 1 у 2021-2022 роках.

## Сюжет
Серіал пропонує поринути у захоплюючу історію, яка розповість про долю одного з найвідважніших представників морського флоту в історії Туреччини. Адмірал Хайреддін Барбаросса — неймовірна за силою і мужня людина, яка мала живий розум і великі перспективи. Історія життя, починаючи від наймолодших років, закінчуючи сходженням на адміралтейську посаду та прийняття на себе командування цілими флотами.

## Актори та персонажі
| Актор                  | Роль                   |
| ---------------------- | ---------------------- |
| Толгахан Сайишман      | Хайр ад-Дін Барбаросса |
| Тимур Акар             | Амірал Андреа Доріа    |
| Уфук Озкан             | Саліх-реїс             |
| Меліса Денгель         | Мія де Луна            |
| Аріф Пішкін            | Сулейман I             |
| Башак Дашман           | Сейяре                 |
| Хасан Кючюкчетін       | Айдин Рейс             |
| Бахадир Енисехирлиоглу | Дервіш Хюсейн          |
| Гекхан Генжебей        | Кандієлі Бюльбюль      |
| Серен Сойлу            | Хатідже Кадинефенді    |
| Еркумент Фідан         | Карл V Габсбург        |
| Халіл Ібрагім Курум    | Кеманкеш Ахмед         |
| Дуйгу Гюрджан          | Назіфе                 |
| Демірхан Демірджоглу   | Ях'я                   |
| Їлмаз Байрактар        | Мурад / Маурос         |
| Сібель Касапоглу       | Валерія                |
| Гізем Айдин            | Марселла               |
| Деніз Чом              | Ізабела Португальська  |
| Айшен Гюрлер           | Шахсувар Хатун         |
| Ерман Джіхан           | Джигалазаде Осман      |
| Ілкай Кайку            | Халіме Хатун           |
| Бахадир Караджа        | Франциск I             |
| Яшар Айдиноглу         | Климент VII            |
| Їгіт Арда Тан          | Гасан-паша             |
| Ревна Чолак            | Міхрібан               |
| Нурі Танир             |                        |
| Муса Еврен             |                        |
| Їлмаз Мейданері        | Аяс Паша               |
| Ерол Сертел            | Орсіні                 |
| Берфе Санцак           | Шукуфе                 |
| Корчан Кол             | принц Фліберт          |
| Толга Аккая            | Ярелі Гасан            |
| Толга Озтюрк           | Сейді Алі-реїс         |
| Саваш Ак               | Гевезе                 |
| Гурур Айдоган          | Годфрі де Буйон        |
| Доган Байрактар        | Крістофер              |
| Джансель Ельчин        | Паргали Ібрагім-паша   |
| Ерман Сабан            | Пірі-реїс              |

## Сезони
| Сезон | Епізоди | Епізоди | Оригінальний показ | Оригінальний показ | Оригінальний показ |
| Сезон | Епізоди | Епізоди | Перший показ       | Останній показ     | Мережа             |
| ----- | ------- | ------- | ------------------ | ------------------ | ------------------ |
| 1     | 20      | 20      | 23 грудня 2022     | 9 червня 2023      | TRT 1              |

## Рейтинги серій

### Сезон 1 (2022)
| Серія               | Рейтинг (TOTAL) | Рейтинг (AB) | Рейтинг (ABC1) |
| ------------------- | --------------- | ------------ | -------------- |
| 1.                  | 2.88            | 3.42         | 3.18           |
| 2.                  | 2.04            | 1.58         | 1,99           |
| 3.                  | 2.07            | 2.41         | 2.41           |
| 4.                  | 1.74            | 1.56         | 1.90           |
| 5.                  | 1.90            | 2.02         | 2.00           |
| 6.                  | 1.47            | 1.44         | 1.57           |
| 7.                  | 1.47            | 2.10         | 1.74           |
| 8.                  | 1.58            | 1,99         | 1,98           |
| 9.                  | 1.40            | 0,81         | 1.20           |
| 10.                 | 1,53            | 1,36         | 1,61           |
| 11.                 | 1,13            | 0,87         | 1,00           |
| 12.                 | 1,35            | 1,00         | 1,32           |
| 13.                 | 1,28            | 0,76         | 1,32           |
| 14.                 | 1,36            | 1,21         | 1,28           |
| 15.                 | 1,29            | 1,00         | 1,21           |
| 16.                 | 0,98            | 0,70         | 1,05           |
| 17.                 | 0,99            | 0,35         | 0,82           |
| 18.                 | 0,89            | 0,79         | 0,87           |
| 19.                 | 1,13            | 1,01         | 1,01           |
| 20. (фінал серіалу) | 1,16            | 0,88         | 1,05           |